# Estenedor

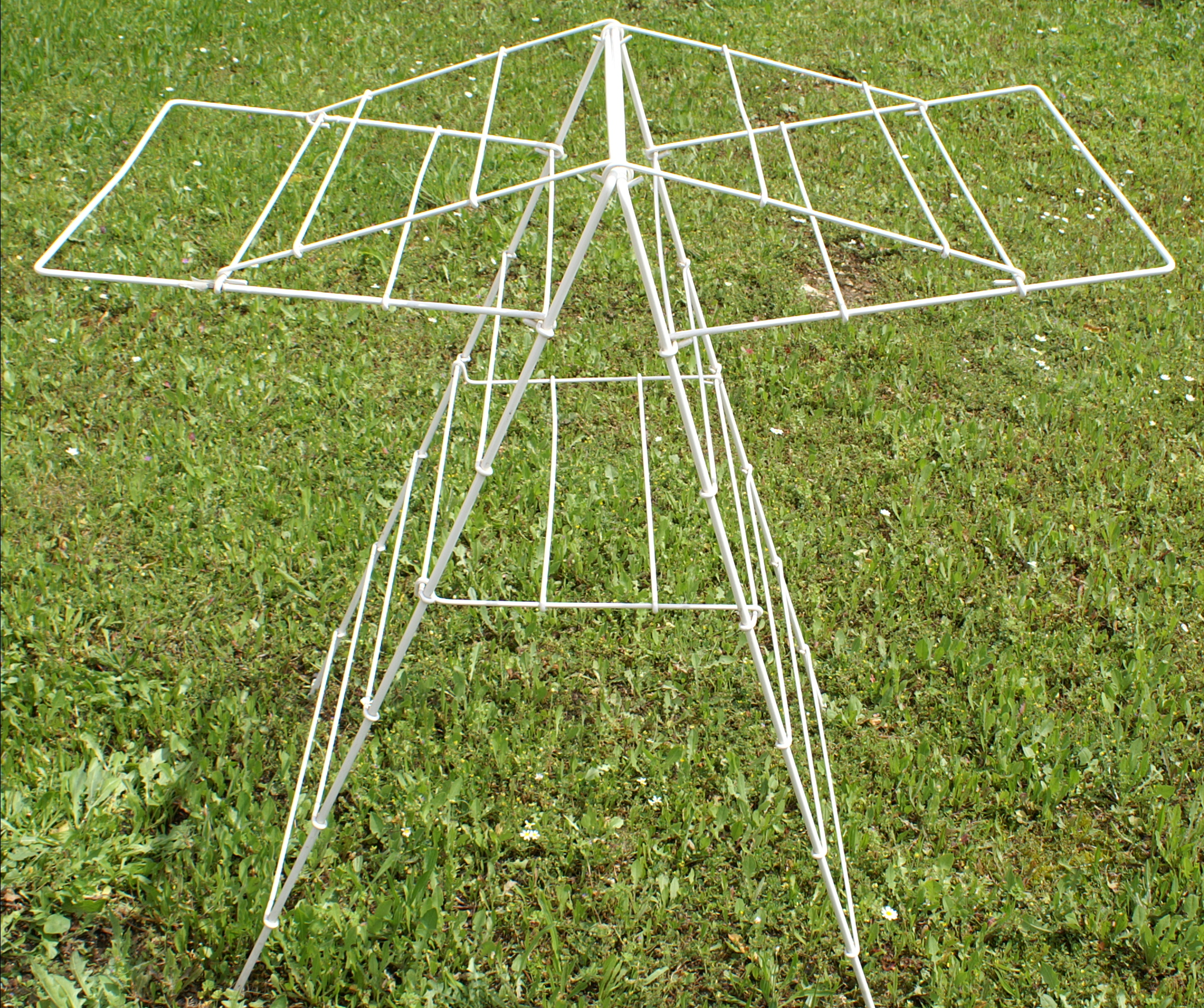
Estenedor d'alumini

Un estenedor o estenall és un lloc o dispositiu format per un conjunt de cordes o de fils d'aram destinat a estendre alguna cosa perquè s'eixugue, especialment roba.

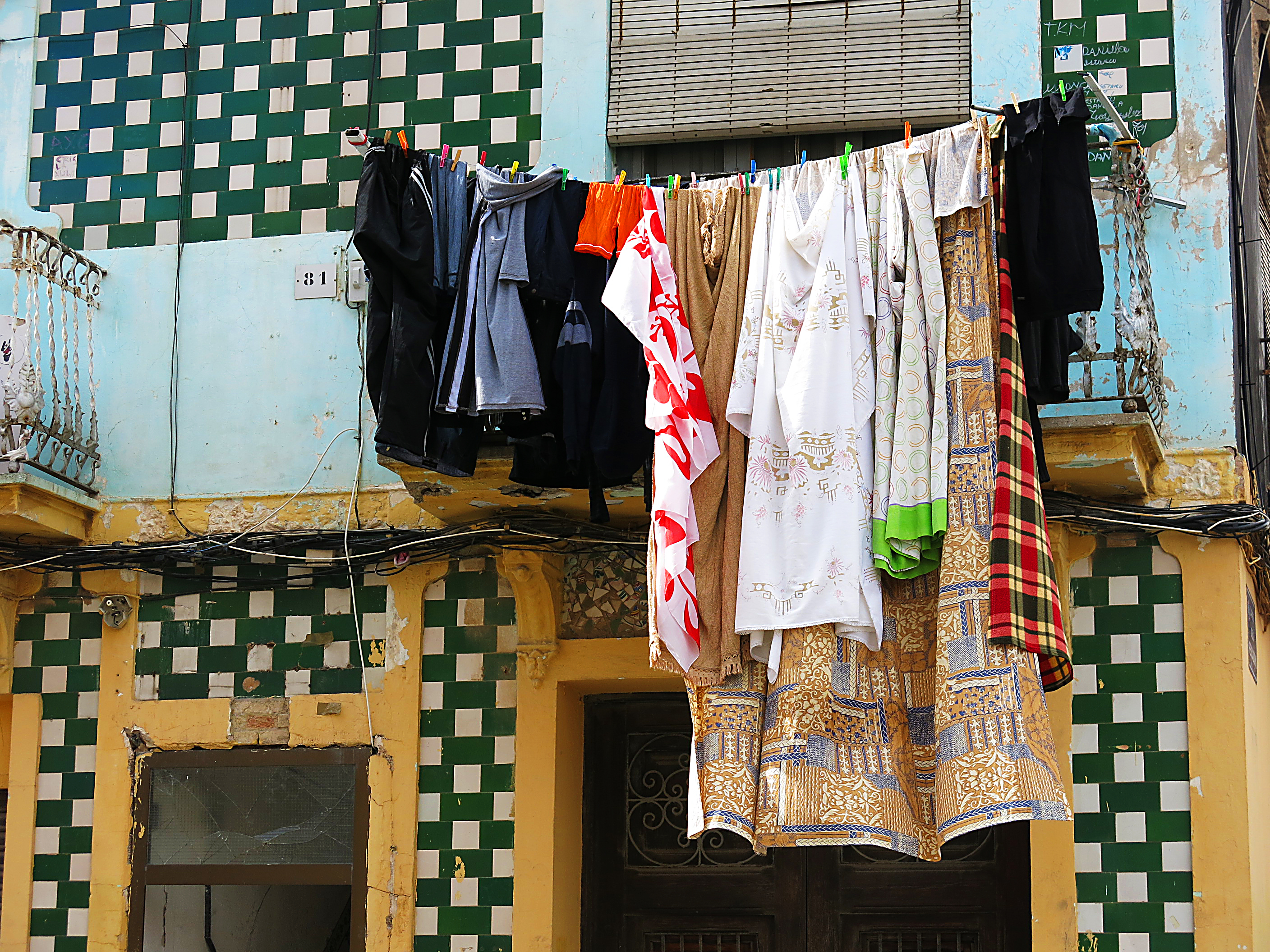
Roba estesa en la façana (El Cabanyal, València)

## Etimologia
El terme estesa designa l'aplec de roba o altres coses posades a estendre perquè s'eixuguin, s'assolellin o s'oregin. El terme clàssic estenedor o estenall de vegades també és substituït per la paraula assecador, per bé que aquest darrer generalment designa un sistema d'assecatge mecanitzat (per una font artificial de calor o ventilació).
D'altra banda, mentre que antany s'utilitzava més sovint l'expressió estendre la roba, perquè s'estenien a terra, actualment aquesta expressió pot substituir-se per penjar la roba, degut a la manera en què avui dia es col·loquen les peces de roba o la roba de llit.

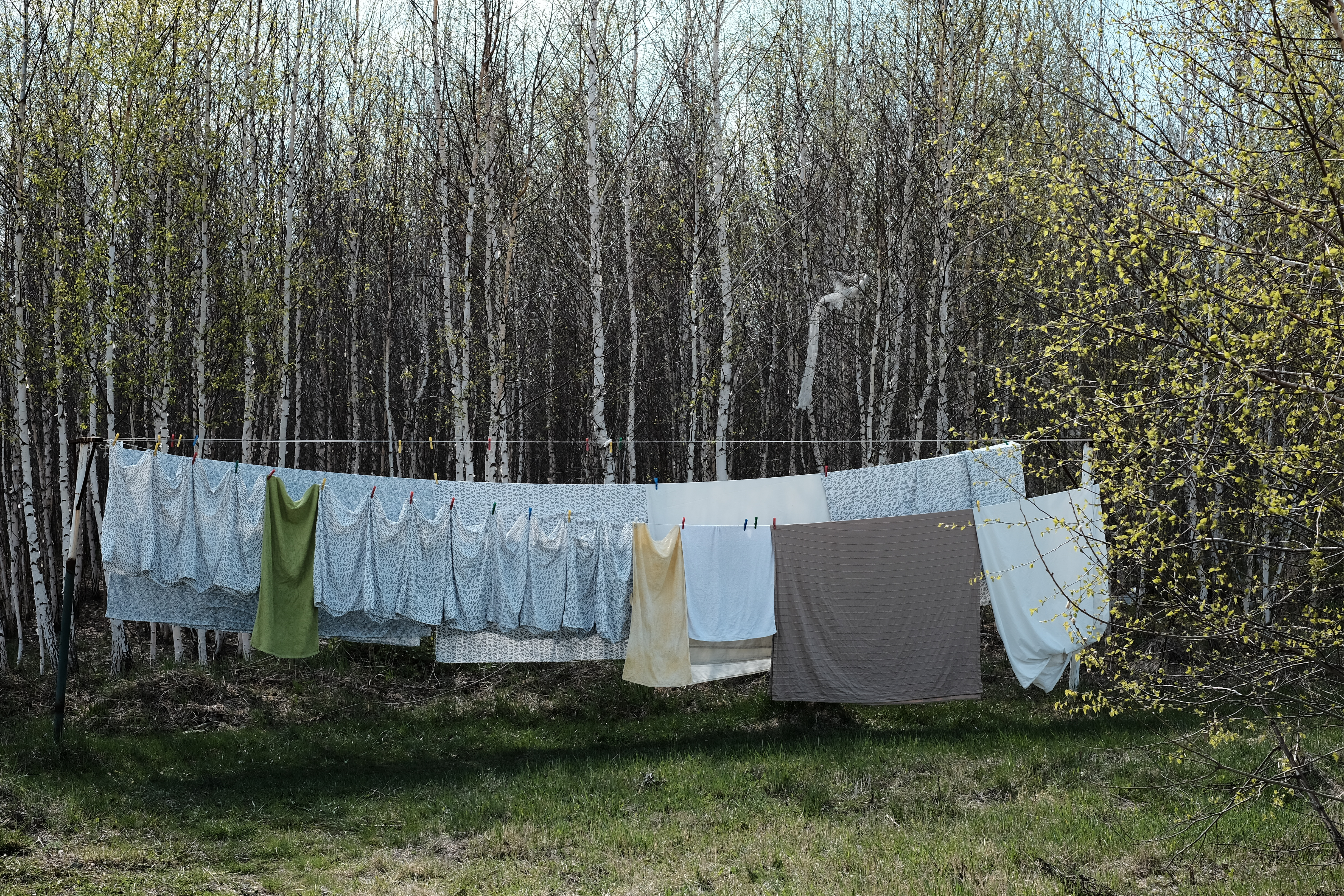
Estenedor exterior.

## Estructura
Un estenedor té generalment una forma simplificada feta per un suport compost de dos pals tubulars recolzats en dues potes i estalonat per un nombre variable de travesses horitzontals. Tanmateix, originalment els estenedors són cordes lligades a estaques als patis o jardins, mentre que als pisos s'instal·len baix les finestres a la part de fora, normalment en aquelles que donen al desllunat, encara que també es poden trobar en la façana davantera.